# Irina Iskoulova
Irina Igorevna Iskoulova (en russe : Ирина Игоревна Искулова) est une ancienne joueuse de volley-ball russe née le 27 janvier 1985. Elle mesure 1,83 m et jouait au poste de passeuse. 

## Clubs
| Club             | De        | À         |
| ---------------- | --------- | --------- |
| Luch Moscou      | 2006-2007 | 2006-2007 |
| CSKA Moscou      | 2007-2008 | 2007-2008 |
| Dinamo Kazan     | 2008-2009 | 2008-2009 |
| Dinamo Krasnodar | 2009-2010 | 2010-2011 |